# Okean
Okean ili Ocean (grč. Ὠκεανός, Okeanós) u grčkoj mitologiji bog je mora i voda; Uranov i Gejin sin, Titan.

## Karakteristike
Okean je bio personifikacija oceana. Prikazivan je kao snažan i muževan muškarac duge brade s rogovima, a donji dio tijela bio mu je u obličju zmije. Na jednom je brodu iz otprilike 580. pr. Kr. prikazan na vjenčanju Peleja i Tetide s ribljim repom, s ribom u jednoj ruci, a zmijom u drugoj, odnosno sa simbolima darežljivosti i proricanja. Na rimskim je mozaicima prikazan kako drži veslo i ljulja brod.
Izvorno je bio personifikacija svih slanih voda, uključujući Sredozemlje i Atlantski ocean. No, kako se zemljopis razvijao, Okean je počeo predstavljati nepoznata mora i vode, ponajviše Atlantskog oceana, a Posejdon je vladao Sredozemljem.

## Mitologija
Okeanova je družica bila njegova sestra Tetija, a postali su roditelji oceanskim nimfama – Okeanidama kojih je bilo 3000, a također i svim rijekama, fontanama i jezerima svijeta.
U Titanomahiji Okean se, zajedno s Prometejem i Temidom, povukao iz sukoba. Prema mnogim izvorima, Okean također nije bio na Kronovoj strani u svrgavanju njegova oca Urana.
Okean se pojavljuje i u mitu s Heraklom koji je od Helija uzeo njegov zlatni pehar da bi prešao ocean na putu prema Hesperidama. Kad je Okean bacio pehar uvis, Heraklo mu je zaprijetio i tako smirio valove.

## Vanjske poveznice
|  | Zajednički poslužitelj ima još gradiva o temi Oceanus |

- Aaron J. Atsma. Okean u klasičnoj literaturi i umjetnosti.
- Okean u grčkoj mitologiji